# Prosper-Antoine Payerne
Prosper-Antoine Payerne, né le 27 février 1806 à Theys, dans le département de l'Isère, et mort le 11 avril 1886 à Cherbourg, est un médecin, un pharmacien et un ingénieur français.

## Biographie
Prosper-Antoine Payerne est né à Theys, dans la région grenobloise, le 27 février 1806. Fils de Marie-Anne Peyronnard et François Payerne, il est élevé dans une famille aisée au cadre strict. Son éducation est fondée sur la culture, les arts, les sciences et la religion. Durant sa jeunesse, il réside au Château Payerne à Theys. Le jeune Prosper-Antoine entreprend des études au lycée de Grenoble et obtient son baccalauréat en 1822.

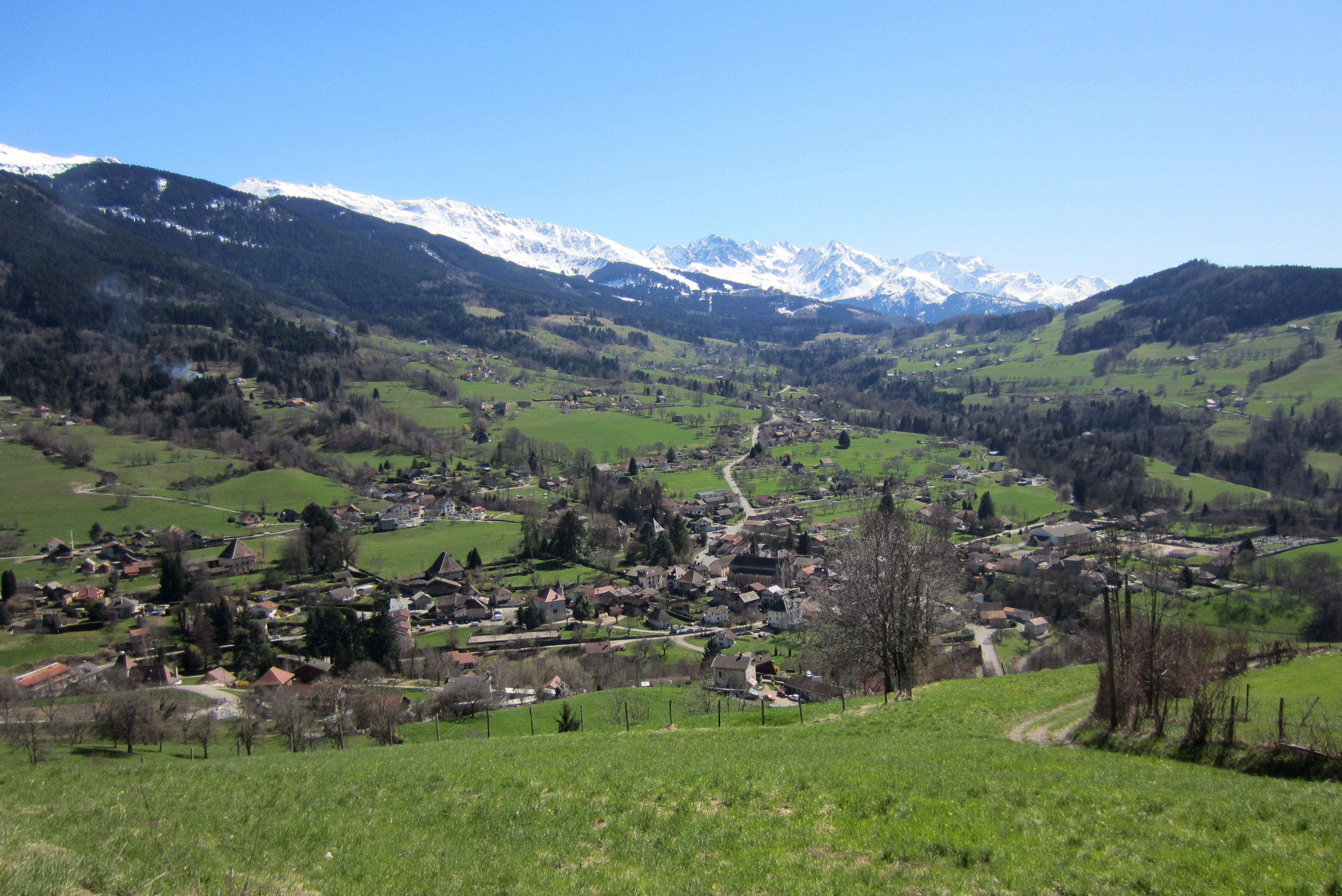
Le village de Theys

Après de brillantes études de médecine effectuées à Lyon et à Montpellier, il ouvre son cabinet à Grenoble. Il épouse Marie-Louise Magnin, qui donne naissance à leur fils Camille Prosper Payerne. Leur mariage ne dure pas.
Peu à peu, à la suite de sa thèse sur le système respiratoire humain, il s'intéresse au système de respiration en milieu confiné ; ses études se focalisent alors sur le monde sous-marin. C'est en 1840 qu'il s'installe à Paris afin d'approfondir ses recherches. Il met au point le premier submersible en 1844. À partir de 1851, le docteur Payerne travaille comme ingénieur maritime dans le port militaire de Chantereyne à Cherbourg-En-Cotentin (Manche).
Prosper-Antoine Payerne obtient trois distinctions : la Médaille d'argent de l'Exposition des métiers Industriels (1849), la Médaille de platine de la Société d'Encouragement pour l'Industrie Nationale, section des arts mécaniques (1851) et la Médaille d'argent de l'Exposition Universelle de Paris (1855).
A l'âge de 53 ans, il se marie une seconde fois avec Reine Barbette, qui décède en 1868.
Bien que son génie soit largement reconnu, Prosper-Antoine Payerne tombe mystérieusement dans l'anonymat. À partir de 1863, il vit une vie simple et subsiste grâce à son diplôme de pharmacien et médecin.
Deux ans plus tard, il devient le précepteur d'Henriette Félicité Etasse qu'il épouse en juin 1871. Un enfant naît de cette union : Joseph.
Le 11 avril 1886, à la suite d'une commotion cérébrale, Prosper-Antoine Payerne décède à Cherbourg dans l'indifférence de la société de l'époque. Il reste cependant un inventeur de génie du XIXe siècle.

## Ingénierie et invention
Il s’intéresse aux travaux réalisés par Robert Fulton, scientifique américain, qui avait construit un prototype de sous-marin mais inutilisable par son absence de système de régénération de l'air à l'intérieur de l'engin. En 1842, Prosper-Antoine Payerne part en Angleterre étudier un système de respiration autonome. Avec l'aide de l'Institut polytechnique de Londres, il met au point son prototype de « cloche à plongeurs ». De retour en France, il déposera à la préfecture de Cherbourg, le brevet d'invention pour une « cloche hydraulique ».
Il consacre ensuite une partie de sa fortune à la réalisation de ce projet fou et surréaliste : le premier sous-marin jamais conçu dans le monde.
C'est ainsi que le matin du 20 avril 1844, les Parisiens découvrent une étrange machine de forme cylindrique à la surface de la Seine. Une foule de spectateurs est présente pour observer cette révolution scientifique mesurant plus de 9 mètres de long, 2 mètres 80 de large pour un poids de plus de dix tonnes. Prosper-Antoine Payerne ainsi que Monsieur Poirée, délégué du ministre des travaux publics, s'immergent dans le prototype Le Belledonne durant trois heures sans le moindre apport d'air extérieur. C'est une réussite.

Illustrations représentant les inventions de P-A Payerne
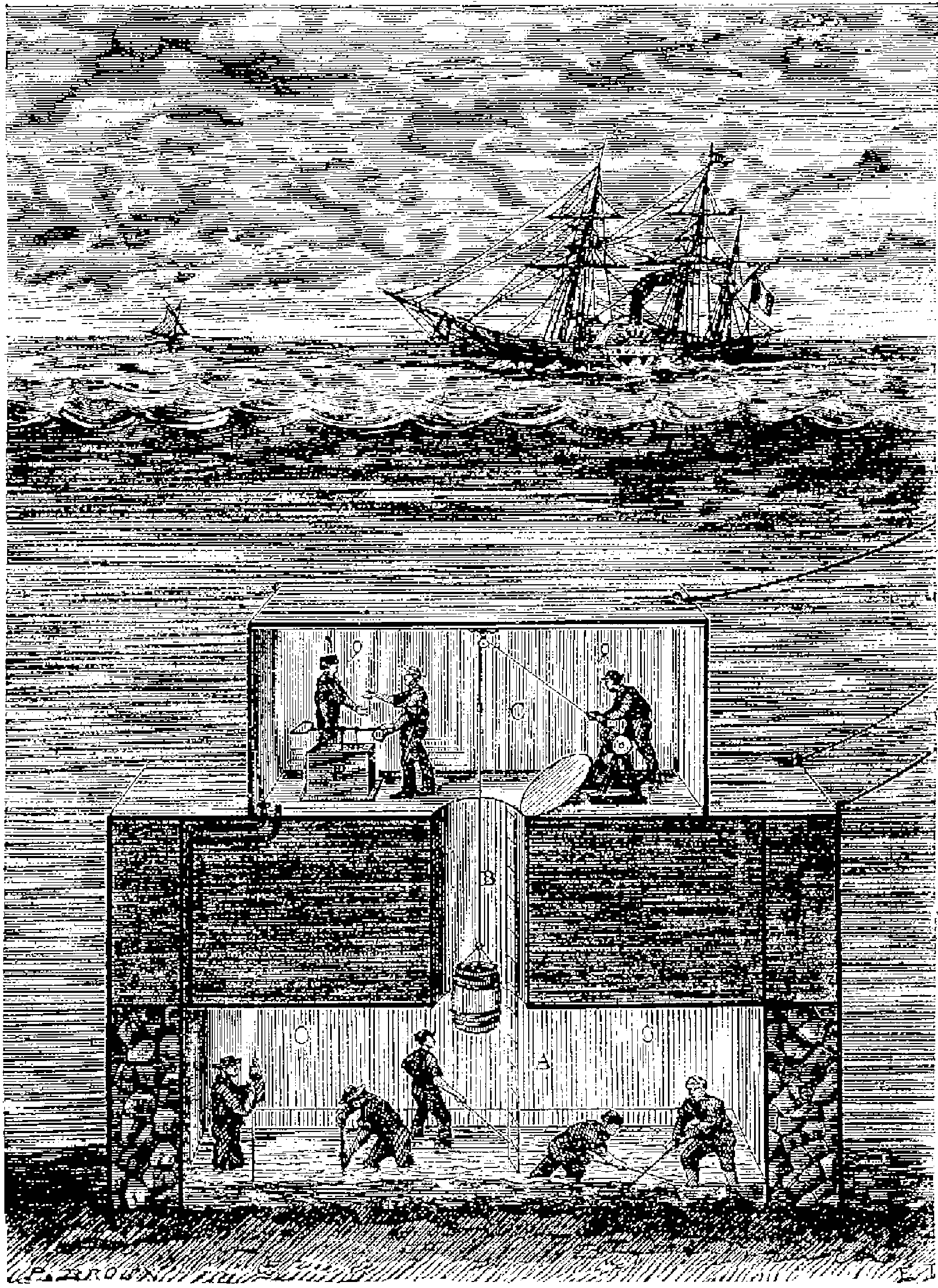
Hydrostat sous-marin (cloche hydraulique)
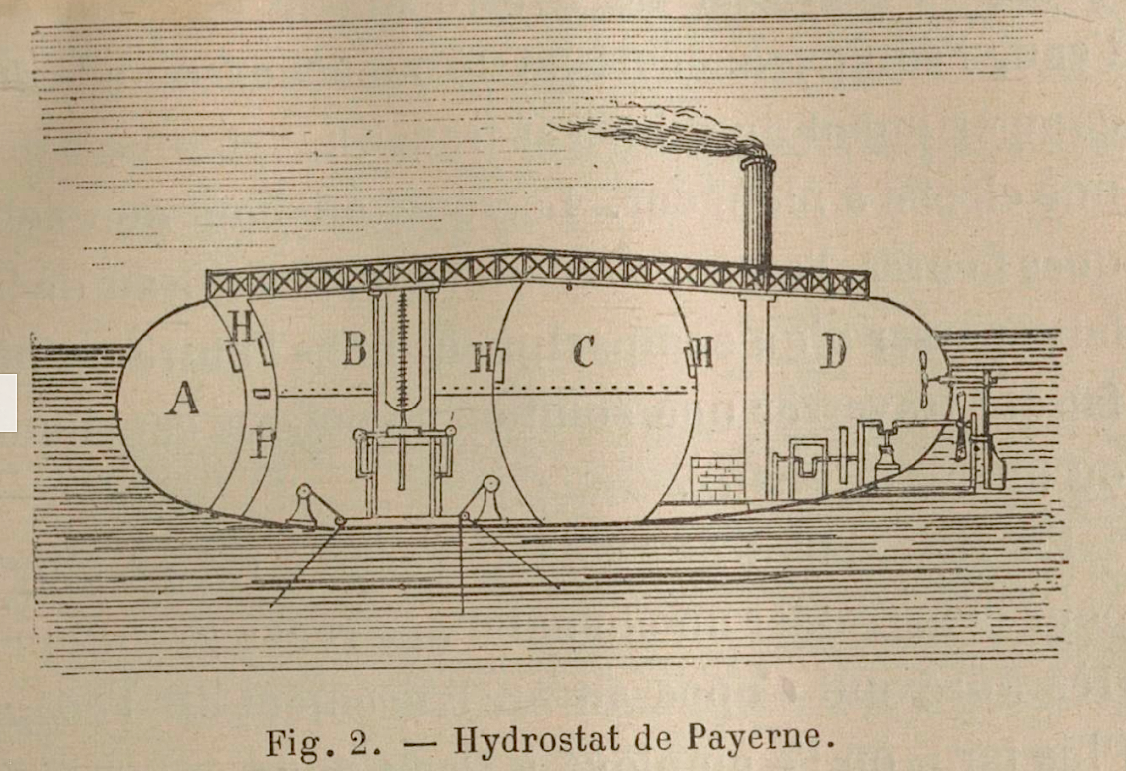
L'Hydrostat appelé Le Belledonne
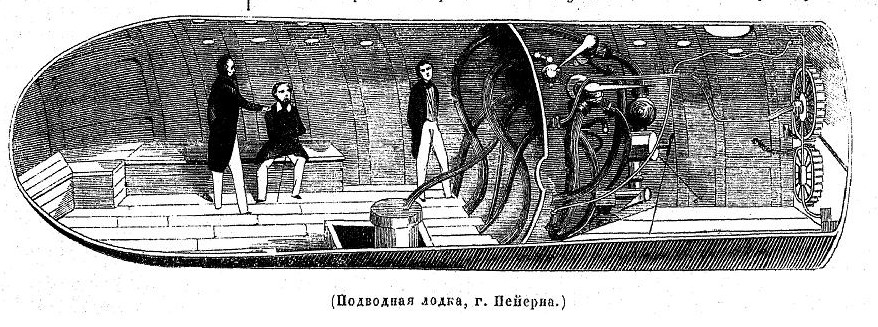
Prototype Le Belledonne

Durant quelques années, Le Belledonne vogue de Paris à Brest pour servir à l'extraction d'un rocher granitique et au creusement d'un chenal puis sur d'autre sites. Selon le dictionnaire contemporain édité en 1880 par Hachette, le sous-marin a également été employé à Cherbourg et à Paris pour des « travaux d'une difficile exécution ». Le futur Napoléon III, investit dans les projets de Prosper-Antoine Payerne, promet une aide financière afin de mettre au point le Belledonne II mais ces promesses restent sans lendemain.
En outre, en 1852, Prosper- Antoine Payerne élabore un projet de tunnel sous la Manche reliant Calais à Douvres en 33 minutes. Cette entreprise est évaluée au prix de 240 millions de francs-or et consiste à construire une chaussée de 17 mètres de largeur au fond de la Manche qui laisserait passer deux voies ferrées protégées par un système d'empierrement. L'ingénieur affirme que ce travail peut être effectué par quarante sous-marins comme son prototype Le Belledonne. Le projet est soutenu par le gouvernement de l'époque mais est abandonné faute de solutions techniques face aux problèmes d'étanchéité.

## Postérité
La littérature maritime est en plein essor et les travaux de Prosper Antoine Payerne sont suivis par de célèbres écrivains tels que Jules Verne, comme le prouve la documentation du musée de Nantes. Un livre est paru retraçant sa vie par Jean-Paul Bonami : Docteur Payerne (1806-1886) Pionnier de l'aventure sous-marin.

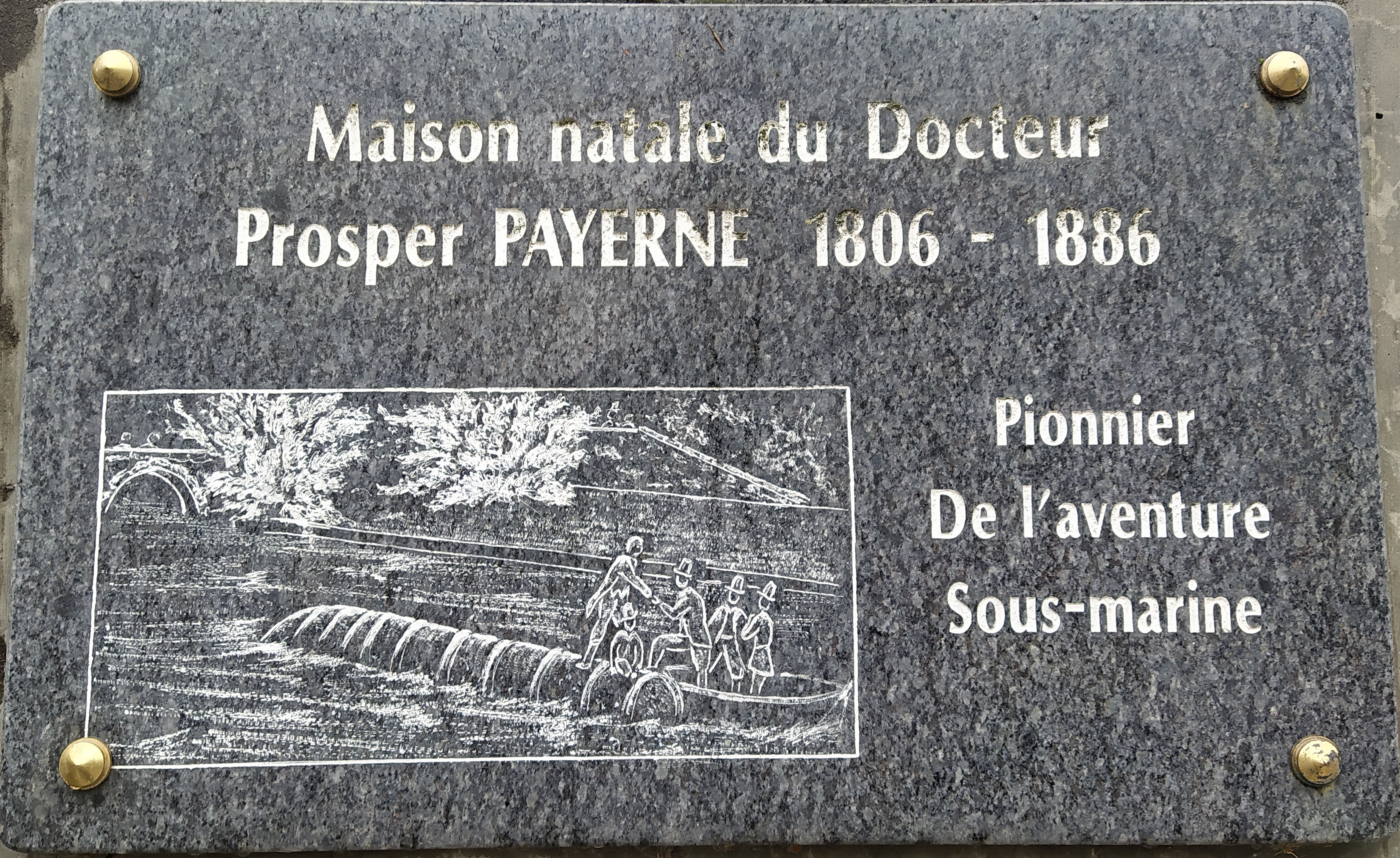
Plaque commémorative apposée sur sa demeure natale à Theys (Isère).

Une plaque commémorative à son effigie est apposée sur le mur de sa résidence natale à Theys. Une autre plaque se trouve à Cherbourg-En-Cotentin et son nom a été donné à une rue et à un espace boisé à Theys.

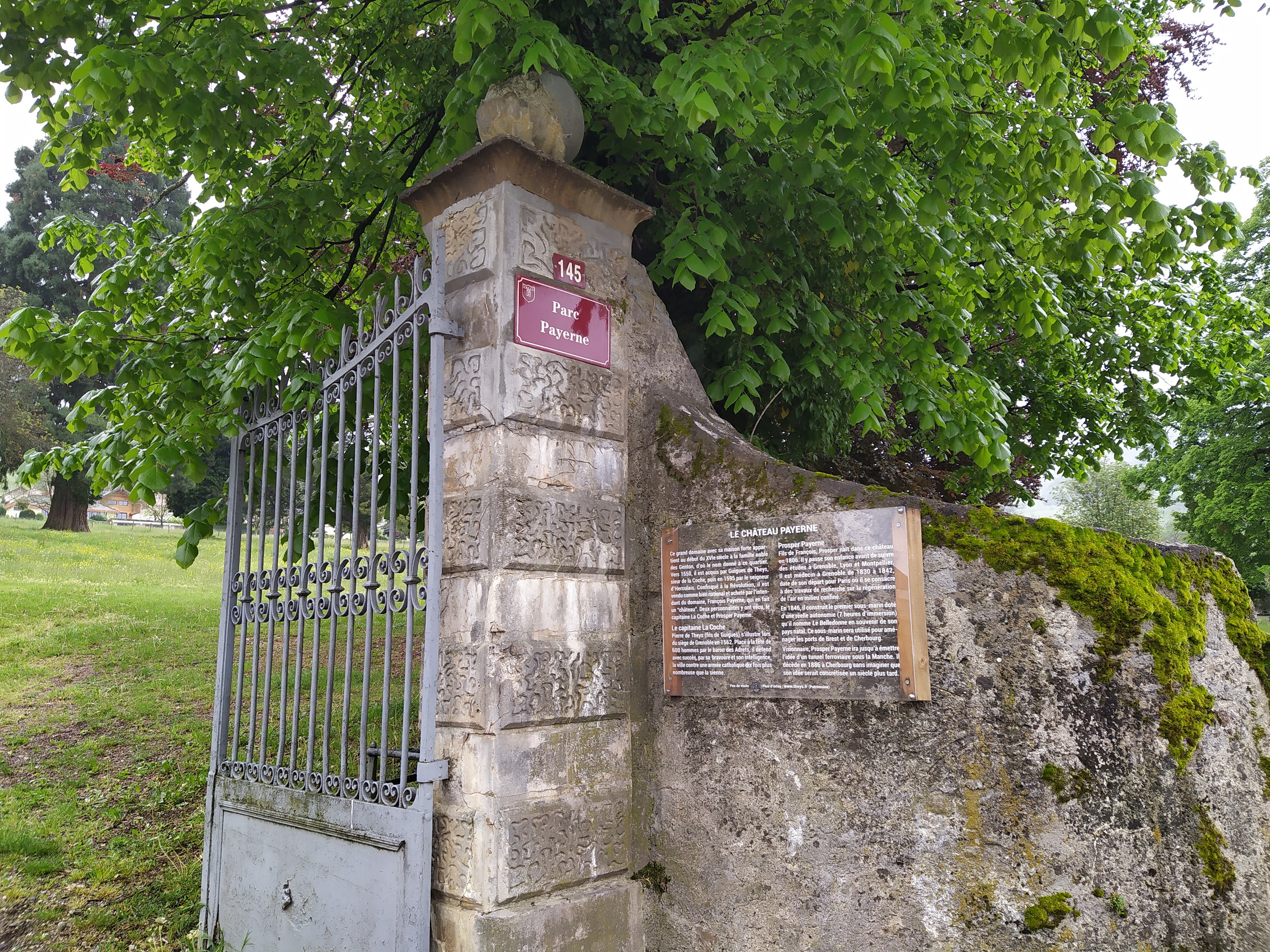
Parc et château Payerne à Theys (Isère).